# Municipio de Swan Lake (condado de Pocahontas)
El municipio de Swan Lake (en inglés: Swan Lake Township) es un municipio ubicado en el condado de Pocahontas en el estado estadounidense de Iowa. En el año 2010 tenía una población de 1448 habitantes y una densidad poblacional de 15,44 personas por km².

## Geografía
El municipio de Swan Lake se encuentra ubicado en las coordenadas 42°51′55″N 94°51′19″O / 42.86528, -94.85528. Según la Oficina del Censo de los Estados Unidos, el municipio tiene una superficie total de 93.81 km², de la cual 93.81 km² corresponden a tierra firme y (0%) 0 km² es agua.

## Demografía
Según el censo de 2010, había 1448 personas residiendo en el municipio de Swan Lake. La densidad de población era de 15,44 hab./km². De los 1448 habitantes, el municipio de Swan Lake estaba compuesto por el 97.79% blancos, el 0.28% eran afroamericanos, el 0.35% eran amerindios, el 0.35% eran asiáticos, el 0.21% eran isleños del Pacífico, el 0.48% eran de otras razas y el 0.55% pertenecían a dos o más razas. Del total de la población el 1.17% eran hispanos o latinos de cualquier raza.